# Spanaway
Spanaway est une census-designated place (CDP) située dans le comté de Pierce, dans l'État de Washington.